# Аеродром Санкт Петербург
Аеродром Санкт Петербург-Пулково (рус. Аэропорт Пулково) је међународни аеродром руског велеграда Санкт Петербурга, смештен 23 km јужно од града. Аеродром опслужује и околну Лењинградску област.
Аеродром је четврти по промету у Русији, тј. први после „велике тројке” московских аеродрома - 2018. године кроз њега је прошло преко 18 милиона путника.
На аеродрому је седиште авио-превозника „Росија”, а то је авио-чвориште за „С7 Ерлајнс”, и „Урал Ерлајнс”.

## Терминали

### Пулково 1
Пулково 1 отворен је 1973. и има површину од 43.000 м2. Изграђен је за 6.500.000 путника годишње, али је до 2008. премашио свој максимални капацитет. Од завршетка реконструкције 2014., овај терминал се сада користи за све летове, домаће и међународне. Има неколико продавница без царине, ресторане...

## Авио-компаније и дестинације
Због утицаја авијације током руске инвазије на Украјину 2022., летови ка Европској унији, Уједињеном Краљевству, Аустралазији, Северној Америци, Швајцарској, Сингапуру, североисточној Азији, Тајвану, Исланду и Норвешкој су обустављени до даљњег.
| Airlines                    | Destinations |
| --------------------------- | --- |
| Aeroflot                    | Dubai–International, Moscow–Sheremetyevo, Sanya Seasonal: Bangkok–Suvarnabhumi, Hurghada, Phuket, Sharm El Sheikh, Vladivostok (begins 20. јун 2025.) |
| Air Cairo                   | Seasonal charter: Sharm El Sheikh |
| Air Serbia                  | Belgrade |
| AJet                        | Istanbul–Sabiha Gökçen |
| AlMasria Universal Airlines | Seasonal charter: Hurghada, Sharm El Sheikh |
| Alrosa                      | Moscow–Vnukovo |
| Avia Traffic Company        | Bishkek, Osh |
| Azerbaijan Airlines         | Baku |
| Azimuth                     | Kaluga, Moscow–Vnukovo, Saransk, Tbilisi |
| Azur Air                    | Seasonal charter: Colombo–Bandaranaike |
| Belavia                     | Brest, Homiel, Minsk |
| China Eastern Airlines      | Shanghai–Pudong |
| Emirates                    | Dubai–International |
| Flydubai                    | Dubai–International |
| FlyOne Armenia              | Yerevan |
| Georgian Airways            | Tbilisi |
| Hainan Airlines             | Beijing–Capital |
| Ikar                        | Ivanovo, Kurgan, Orsk Seasonal charter: Phuket |
| Izhavia                     | Izhevsk |
| Kostroma Air Enterprise     | Kostroma |
| Mahan Air                   | Tehran–Imam Khomeini (resumes 30. мај 2025.) |
| Meraj Airlines              | Seasonal: Tehran–Imam Khomeini |
| NordStar                    | Krasnoyarsk–International, Norilsk Seasonal: Abakan (begins 16. мај 2025.) |
| Nordwind Airlines           | Barnaul, Kaliningrad, Kazan, Kemerovo, Magnitogorsk, Moscow–Sheremetyevo, Novokuznetsk, Omsk, Orenburg, Samara, Sochi, Tomsk, Tyumen, Ufa |
| Nouvelair                   | Seasonal: Monastir |
| Pegasus Airlines            | Antalya, Istanbul–Sabiha Gökçen |
| Pobeda                      | Astrakhan, Cheboksary, Chelyabinsk, Kaliningrad, Kirov, Makhachkala, Moscow–Sheremetyevo, Moscow–Vnukovo, Nizhnekamsk, Perm, Samara, Saratov, Stavropol, Ulyanovsk–Baratayevka, Vladikavkaz, Volgograd, Yekaterinburg |
| Qanot Sharq                 | Bukhara, Namangan, Samarqand |
| Red Wings Airlines          | Batumi, Kaluga, Tbilisi, Tel Aviv (begins 8. јун 2025.) |
| Rossiya Airlines            | Almaty, Antalya, Apatity/Kirovsk, Arkhangelsk–Talagi, Chelyabinsk, Dubai–Al Maktoum, Gorno-Altaysk, Grozny, Irkutsk, Istanbul, Kaliningrad, Kazan, Krasnoyarsk–International, Makhachkala, Mineralnye Vody, Moscow–Sheremetyevo, Moscow–Vnukovo, Murmansk, Nizhnevartovsk, Nizhny Novgorod, Novosibirsk, Omsk, Orenburg, Penza, Perm, Samara, Samarqand, Sochi, Surgut, Syktyvkar, Tashkent, Tyumen, Ufa, Volgograd, Yekaterinburg, Yerevan |
| RusLine                     | Khanty-Mansiysk, Naryan-Mar, Tambov, Yaroslavl, Yoshkar-Ola (suspended) |
| S7 Airlines                 | Irkutsk, Moscow–Domodedovo, Novosibirsk |
| SCAT Airlines               | Astana |
| Severstal Avia              | Cherepovets, Ukhta Seasonal: Sovetsky (begins 16. мај 2025.) |
| Sichuan Airlines            | Chengdu–Tianfu |
| Smartavia                   | Arkhangelsk–Talagi, Chelyabinsk, Kaliningrad, Kazan, Moscow–Domodedovo, Moscow–Sheremetyevo, Murmansk, Nizhny Novgorod, Novosibirsk, Samara, Sochi, Syktyvkar, Ufa, Yekaterinburg Seasonal: Mineralnye Vody, Orenburg, Perm, Tyumen, Volgograd |
| Somon Air                   | Dushanbe, Khujand |
| Southwind Airlines          | Seasonal charter: Antalya |
| Turkish Airlines            | Istanbul Seasonal charter: Antalya, Bodrum (begins 31. мај 2025.), Dalaman (begins 30. мај 2025.) |
| Ural Airlines               | Dushanbe, Kaliningrad, Khujand, Kulob, Moscow–Domodedovo, Osh, Sochi, Yekaterinburg |
| Utair                       | Baku, Moscow–Vnukovo, Samarqand, Surgut |
| UVT Aero                    | Tobolsk |
| Uzbekistan Airways          | Bukhara, Fergana, Namangan, Qarshi, Samarqand, Tashkent, Termez, Urgench |
| Vologda Aviation Enterprise | Vologda |
| Yakutia Airlines            | Yakutsk |
| Yamal Airlines              | Nadym, Novy Urengoy, Noyabrsk, Salekhard |